# Teressa
Teressa (nicobarisch: Luroo) ist eine indische Insel. Sie gehört zu den Nikobaren im Indischen Ozean.
Sie liegt westlich der Nachbarinsel Camorta und nordwestlich von Katchal. Die kleinere Insel Chowra liegt nördlich und Bomboka östlich. Im nördlichen Teil erreicht die Insel eine Höhe von 250 Metern. Nach der indischen Volkszählung im Jahr 2001 lebten auf der Insel 2043 Menschen. Die größten Dörfer waren: Bengali, Kalasi, Minyuk und Aloorang. Die Insel hat eine Fläche von 101,26 km².
Als Österreich 1778 einige der Nikobaren-Inseln zu österreichischen Kronkolonien erklärte, wurde Teressa nach der Erzherzogin Maria Theresia benannt. Bereits 1784 gab Österreich seine Ansprüche wieder auf.
In den großen Flutwellen des Tsunamis als Folge des schweren Seebebens im Indischen Ozean 2004 wurde Teressa schwer verwüstet.